# Christus factus est (Bruckner, 1884)
Christus factus est, WAB 11, ist eine geistliche Motette von Anton Bruckner 1884 komponiert – seine dritte Vertonung des Graduale Christus factus est. Zuvor komponierte Bruckner 1844 ein erstes Stück über den gleichen Text als Graduale der Messe für den Gründonnerstag, WAB 9, und 1873 ein zweites Christus factus est, WAB 10, für achtstimmigen gemischten Chor und drei Posaunen, und Streichinstrumente ad libitum.

## Geschichte
Bruckner komponierte diese Motette am 25. Mai 1884, als er seine Symphonie Nr. 7 und sein Te Deum überarbeitete. Das Stück wurde ein halbes Jahr später, am 9. November, in der Wiener Hofmusikkapelle aufgeführt. Bruckner widmete das Werk Oddo Loidol, einem seiner Schüler.
Die Originalhandschrift befindet sich in einer Privatsammlung (Dr. Wilhelm, Bottmingen). Transkriptionen davon befinden sich jedoch in den Archiven der Stift Kremsmünster und der Österreichischen Nationalbibliothek. Das Stück wurde zusammen mit drei weiteren Gradualien (Locus iste, WAB 23, Os justi, WAB 30, und Virga Jesse, WAB 52) von Rättig, Wien 1886 herausgegeben. Die Motette erschien in Band XXI/30 der Gesamtausgabe.

## Musik
Das Werk in 79 Takten in d-Moll ist für gemischten Chor a cappella gesetzt. Im ersten Teil (Takte 1–19) singt der Chor bis zum mortem autem crucis in Homophonie. Sie drückt in düsteren Zeilen aus, wie unmenschlich Gottes Forderung nach unerbittlichem Gehorsam gegenüber dem Tod, ja dem Tod am Kreuz ist.
Nach einer eintaktigen Pause (Takt 20) entfaltet sich die Motette in Wellen der Intensivierung, mit doppeltem Dresdner Amen, über exaltavit illum (Takte 23–24) und super omne nomen (Takte 37–38). Nach einer zweiten eintaktigen Pause (Takt 56) erreicht sie einen dramatischen Höhepunkt (Takte 57–62). Danach entwickelt sich die Motette in diminuendo und es kehrt eine allmähliche traurige Ruhe zurück mit einer 8-taktigen Coda in pianissimo, die harmonisch der vorherigen Vertonung von 1873 ähnelt.

## Diskografie
Die erste Aufnahme von Bruckners Christus factus est, WAB 11, fand 1928 statt:
- Gustav Schauerte, Paderborner Domchor – 78 rpm: Polydor/Grammophon 27 137, 1928

Eine Auswahl aus den rund 100 Aufnahmen:
- Eric Ericson, Swedish Radio Choir: Treasures – CD: Caprice Records CAP 21814, 1975
- Matthew Best, Corydon Singers: Bruckner: Motets – CD: Hyperion CDA66062, 1982
- Wolfgang Schäfer, Freiburger Vokalensemble: Anton Bruckner: Motetten – CD: Christophorus 74 501, 1984
- Philippe Herreweghe, Collegium Vocale Gent, Ensemble Musique Oblique: Bruckner: Messe en mi mineur; Motets – CD: Harmonia Mundi France HMC 901322, 1989
- Rolf Schweizer, Motettenchor Pforzheim: Bruckner: Messe e-Moll, Motetten – CD: Mediaphon 72 137, 1992
- Jonathan Brown, Ealing Abbey Choir: Anton Bruckner: Sacred Motets – CD: Herald HAVPCD 213, 1997
- Hans-Christoph Rademann, NDR Chor Hamburg: Anton Bruckner: Ave Maria – CD: Carus 83.151, 2000
- Stephen Layton, Polyphony Choir: Bruckner: Mass in E minor and Motets – CD: Hyperion CDA 67629, 2007
- Erwin Ortner, Arnold Schoenberg Chor: Anton Bruckner: Tantum ergo – CD: ASC Edition 3, herausgebend vom Chor, 2008
- Otto Kargl, Domkantorei St. Pölten, Cappela Nova Graz: Bruckner: Messe e-Moll, CD: ORF CD 3174, 2013
- Philipp Ahmann, MDR Rundfunkchor Leipzig: Anton Bruckner and Michael Haydn - Motets – SACD: Pentatone PTC 5186 868, 2021